# Kriegerdenkmal Trabitz
Das Kriegerdenkmal Trabitz ist ein denkmalgeschütztes Kriegerdenkmal in der Ortschaft Trabitz der Stadt Calbe in Sachsen-Anhalt. Im örtlichen Denkmalverzeichnis ist das Kriegerdenkmal unter der Erfassungsnummer 094 98326 als Kleindenkmal verzeichnet.
Bei dem Kriegerdenkmal Trabitz handelt es sich um eine Stufenstele. Die Stufenstele wird von einem eisernen Kreuz gekrönt. Sie wurde als Gedenkstätte für die gefallenen Soldaten des Ortes im Ersten und Zweiten Weltkrieg errichtet. An den Seiten der Stele sind Gedenktafeln mit Inschriften und den Namen der Gefallenen angebracht. Die Inschriften lauten: Zum Gedenken an unsere gefallenen Soldaten I. Weltkrieg 1914–1918 und Zum Gedenken an unsere gefallenen Soldaten II. Weltkrieg 1939–1945.

## Quelle
- Gefallenendenkmal Trabitz Online, abgerufen am 1. August 2017.